# Кукоренчук, Владимир Викторович
Владимир Викторович Кукоренчу́к (род. 17 октября 1947, с. селе Быстрик) — советский и украинский кинооператор. Заслуженный деятель искусств Украины (2008).

## Биография
Родился 17 октября 1947 года в селе Быстрик (ныне Кролевецкий район, Сумская область, Украина) в семье служащих. 
С 1966 по 1968 год учился на физико-математическом факультете в Черкасском пединституте и на факультете журналистики МГУ. 
В 1969-1974 годах окончил операторский факультет ВГИКа. После окончания института — срочная служба в армии (1974—1975).
С 1975 по 1999 год — оператор «Укркинохроники». С 1982 года член Союза кинематографистов Украинской ССР.
Снял более 100 документальных и научно-популярных фильмов. 
В 1985 году получил  Государственную премию Украинской ССР им. Т. Г. Шевченко за документальный фильм «Тревожное небо Испании» (реж. Арнальдо Ибаньес-Фернандес).
С 1995 по 2000 год преподавал в Театральном институте им. Карпенко-Карого. С 2001 года мастер курса фотохудожников в Киевском Национальном Университете Культуры и Искусств. Создал собственную программу по предметам «Фотокомпозиция» и «Мастерство фотохудожника». Организатор и участник выставок фотографии. Автор более десятка фотокниг.

## Фильмография
- 1974 — Никанорович
- 1975 — Путь свершений (совместно с соавторами)
- 1976 — Улица молодости нашей; Между небом и землей (совместно с соавторами), Родина славит героя, Стратегия качества (совместно с соавторами), Здравствуй, Днепропетровск!
- 1977 — Одержимость, Эти загадочные куклы; Ум, честь и совесть эпохи (Диплом и Первый приз XI Всесоюзного кинофестиваля, Ереван, 1978); Свет впереди" (Первый приз за лучший документальный фильм V Всесоюзного смотра фильмов о рабочем классе, Ярославль, 1981; Диплом Всесоюзной недели-смотра работ молодых кинематографистов, Киев, 1979)
- 1978 — Флорентийские встречи
- 1979 — Олесь Гончар. Штрихи к портрету; Узник Косого капонира;
- 1980 — Олимпиада на Украине (совместно с соавторами); Между Савой и Днепром"
- 1981 — Дневник старого врача; Студент Киевского университета
- 1982 — Вот так и пишу. Остап Вишня (совместно с соавторами)
- 1985 — Тревожное небо Испании
- 1987 — Завтра праздник
- 1988 — «А ночка темная была…», Диплом МКФ в Бильбао, Испания, 1988 год
- 1989 — «Сон». Диплом Всесоюзного киофестиваля документального кино в Ленинграде, 1990
- 1990 — «Крыша»
- 1991 — Снайпер
- 1993 — Пейзаж. Портрет. Натюрморт
- 1995 — «На Берлин!». Специальный Приз жюри МКФ в Лейпциге, Германия, 1995
- 1996 — «Dinolitoden» (также режиссёр)
- 1998 — Порода;
- 1998 — «Іван Марчук. Голос моєї душі»
- 2001 — Екатерина Белокур. Послание (совместно с соавторами)
- 2006 — «Назови своё имя по буквам» (совместно с Р. Еленским), США. Продюсеры Стивен Спилберг и Виктор Пинчук.
- 2008 — Живые

## Награды и премии
- 1985 — Государственная премия УССР имени Т. Г. Шевченко — за хроникально-документальный фильм «Тревожное небо Испании»
- 1988 — Гран-при кинофестиваля «Молодость» г. Киев за фильм «Завтра праздник» (реж. С.Буковский)
- 1991 — Гран-при «Золотой голубь» на кинофестивале в Лейпциге за фильм «Крыша» (реж С.Буковский).
- 2008 — Заслуженный деятель искусств Украины[2]